# Moulin à farine de l'Anse Pleureuse
Le Moulin à farine de l'Anse Pleureuse est l'un des derniers moulins à eau du Québec. Il est situé à Saint-Maxime-du-Mont-Louis, alimenté par le ruisseau des Olives. Construit en 1875, il a cessé de moudre en 1965. Il desservait aussi les villages environnants. Il est le dernier moulin à farine de la Gaspésie. En 1880, la Gaspésie comptait quatorze moulins à farine. Il n'en restait que quatre en 1910. Le moulin à farine de l'Anse Pleureuse est aussi un moulin à scie.

## Identification
- Nom du bâtiment : Moulin à farine de l'Anse Pleureuse
  - Autre nom : Moulin des Lapointe
- Cours d'eau: Ruisseau des Olives
- Adresse civique :
- Municipalité : Saint-Maxime-du-Mont-Louis, hameau de l'Anse Pleureuse
- Propriété : Privée

## Construction
- Date de construction : 1875
- Nom du constructeur :
- Nom du propriétaire initial : Louis Lemieux

## Chronologie
- Évolution du bâtiment :
  - 1875: Construction du moulin
  - 1928 : Edmond Lapointe obtient une subvention pour rénover le moulin.
  - 1965 : Fin des opérations

- Propriétaires :
  - 1875-1879 : Louis Lemieux
  - 1879- : François Lapointe
  - ...-... : Edmond Lapointe, fils du précédent
  - ...-... : Robert Lapointe, fils du précédent
  - ...-... : Guy Lapointe, fils du précédent

- Meuniers :
  - 1875-1879 : Louis Lemieux
  - 1879- : François Lapointe
  - ...-... : Edmond Lapointe, fils du précédent
  - ...-... : Robert Lapointe, fils du précédent
  - ...-... : Guy Lapointe, fils du précédent

- Transformations majeures :

## Architecture
- Un niveau
- Toit à deux versants plats
- Cinq fenêtres sur le mur arrière
- Trois écluses
- Une grande roue
- Le bluteau a été fabriqué par la compagnie Desjardins de Saint-André de Kamouraska[2].

## Protection patrimoniale
Le moulin ne bénéficie d'aucune protection patrimoniale.

## Mise en valeur
- Constat de mise en valeur :
- Site d'origine : Oui
- Constat sommaire d'intégrité :
- Responsable :

### Note
Le plan de cet article a été tiré du Grand répertoire du patrimoine bâti de Montréal et de l'Inventaire des lieux de mémoire de la Nouvelle-France.